# Manfred Linzmaier
Manfred Linzmaier (Kufstein, 1962. augusztus 27. –) válogatott osztrák labdarúgó, középpályás, edző.

## Pályafutása

### Klubcsapatban
1981 és 1986 között a Wacker Innsbruck, 1986 és 1992 között a Swarovski Tirol, 1992–93-ban ismét a Wacker labdarúgója volt. Az innsbrucki csapattal két bajnokságot és egy osztrák kupagyőzelmet ért el. 1993 és 1995 között a LASK Linz, 1995-ben a Vorwärts Steyr, 1996-ban az FC Linz, 1996–97-ben az FC Kufstein játékosa volt.

### A válogatottban
1985 és 1991 között 25 alkalommal szerepelt az osztrák válogatottban és két gólt szerzett. Tagja volt az 1990-es olaszországi világbajnokságon részt vevő csapatnak.

### Edzőként
2001 és 2003 között a Hamburger SV, 2004–05-ben az 1. FC Kaiserslautern, 2005–06-ban a Red Bull Salzburg csapatainál Kurt Jara segédedzőjeként dolgozott. 2005-ben átmeneti időre a salzburgi csapat vezetőedzője volt.

## Sikerei, díjai
Swarovski Tirol
- Osztrák bajnokság
  - bajnok (2): 1988–89, 1989–90
- Osztrák kupa
  - győztes: 1988